# Heimarshausen
Heimarshausen ist ein Stadtteil der Kleinstadt Naumburg im nordhessischen Landkreis Kassel.

## Geographische Lage
Heimarshausen liegt, umgeben von Wald, im nordhessischen Bergland in einer Höhe von 255 m, etwa 30 km südwestlich von Kassel zwischen Wolfhagen und Fritzlar. Als südlichster Ort im Landkreis Kassel und der Stadt Naumburg liegt Heimarshausen an den Kreisgrenzen zum Schwalm-Eder-Kreis und Kreis Waldeck-Frankenberg. Das Dorfbild wird von Fachwerkgebäuden mit sehenswerten Rankenschnitzereien und gedrehten Säulen geprägt. Der Ort besitzt ein beheiztes Freibad.

## Geschichte
Urkundlich wird der Ort soweit bekannt erstmals 1180 als „Hemmerickishusen“ in einer Urkunde des Klosters Hasungen erwähnt. 1253 wird ein Ort mit dem Namen „Gershusen“ (Gershausen) im Westen des Dorfes als Wüstung bezeichnet. Im Jahr 1312 wurde „Heimericheshusen“ für 300 Mark reines Silber an die Grafen von Waldeck verpfändet. Das Patronat der Pfarrkirche besaß spätestens ab 1357 das Petristift Fritzlar. Ab 1376 war „Hepmershusen“ ein landgräfliches Dorf. Während eines Rachefeldzuges des Herzogs von Braunschweig und des Landgrafen von Hessen, Antwort auf die Ermordung des Herzogs Friedrich von Braunschweig und Lüneburg, wurde das gesamte Dorf im Jahre 1400 niedergebrannt. Von 1443 bis 1448 war „Epmershusen“ mainzisches Lehen des Reinhard von Dalwigk. Fünfzig Jahre später, 1498, wird das Dorf (mit Gericht) als hessisches Lehen der Familie Meysenbug erwähnt. Weiter wird in der Dorfgeschichte berichtet, dass 1650 in Heimarshausen 32 Hausgesesse bestanden. Die Herren von Meysenbug hatten das Gericht inne, die peinliche Gerichtsbarkeit übten die hessischen Landgrafen aus.
Im Jahr 1810 starb das Adelsgeschlecht derer von Meysenbug (nunmehr mit anderer Schreibweise) aus; der letzte des Geschlechts, Heinrich von Meysenbug, wurde im Erbbegräbnis der Familie in der alten Kirche in Heimarshausen beigesetzt.
Im Zuge der Gebietsreform in Hessen wurde die bis dahin selbständige Gemeinde Heimarshausen zum 31. Dezember 1971 auf freiwilliger Basis in die Stadt Naumburg eingemeindet. Für alle nach Naumburg eingegliederten Gemeinden und die Kernstadt wurden Ortsbezirke mit Ortsbeirat und Ortsvorsteher nach der Hessischen Gemeindeordnung gebildet.

## Bevölkerung
Einwohnerstruktur 2011
Nach den Erhebungen des Zensus 2011 lebten am Stichtag, dem 9. Mai 2011, in Heimarshausen 369 Einwohner. Darunter waren keine Ausländer. Nach dem Lebensalter waren 63 Einwohner unter 18 Jahren, 162 zwischen 18 und 49, 84 zwischen 50 und 64 und 60 Einwohner waren 60 und älter. Die Einwohner lebten in 162 Haushalten. Davon waren 42 Singlehaushalte, 42 Paare ohne Kinder und 60 Paare mit Kindern, sowie 15 Alleinerziehende und keine Wohngemeinschaften. In 24 Haushalten lebten ausschließlich Senioren und in 114 Haushaltungen lebten keine Senioren.
Einwohnerentwicklung
| Quelle: Historisches Ortslexikon |                  |
| • 1579:                          | 32 Haushaltungen |
| • 1747:                          | 44 Haushaltungen |

| Heimarshausen: Einwohnerzahlen von 1834 bis 2020 | Heimarshausen: Einwohnerzahlen von 1834 bis 2020 | Heimarshausen: Einwohnerzahlen von 1834 bis 2020 | Heimarshausen: Einwohnerzahlen von 1834 bis 2020 | Heimarshausen: Einwohnerzahlen von 1834 bis 2020 |
| --- | ------------------------------------------------ | ------------------------------------------------ | ------------------------------------------------ | ------------------------------------------------ |
| Jahr |                                                  |                                                  |                                                  | Einwohner                                        |
| 1834 | 1834                                             |                                                  | 430                                              | 430                                              |
| 1840 | 1840                                             |                                                  | 446                                              | 446                                              |
| 1846 | 1846                                             |                                                  | 474                                              | 474                                              |
| 1852 | 1852                                             |                                                  | 463                                              | 463                                              |
| 1858 | 1858                                             |                                                  | 403                                              | 403                                              |
| 1864 | 1864                                             |                                                  | 399                                              | 399                                              |
| 1871 | 1871                                             |                                                  | 365                                              | 365                                              |
| 1875 | 1875                                             |                                                  | 364                                              | 364                                              |
| 1885 | 1885                                             |                                                  | 405                                              | 405                                              |
| 1895 | 1895                                             |                                                  | 368                                              | 368                                              |
| 1905 | 1905                                             |                                                  | 379                                              | 379                                              |
| 1910 | 1910                                             |                                                  | 371                                              | 371                                              |
| 1925 | 1925                                             |                                                  | 365                                              | 365                                              |
| 1939 | 1939                                             |                                                  | 340                                              | 340                                              |
| 1946 | 1946                                             |                                                  | 511                                              | 511                                              |
| 1950 | 1950                                             |                                                  | 520                                              | 520                                              |
| 1956 | 1956                                             |                                                  | 431                                              | 431                                              |
| 1961 | 1961                                             |                                                  | 407                                              | 407                                              |
| 1967 | 1967                                             |                                                  | 399                                              | 399                                              |
| 1970 | 1970                                             |                                                  | 382                                              | 382                                              |
| 1980 | 1980                                             |                                                  | ?                                                | ?                                                |
| 1990 | 1990                                             |                                                  | ?                                                | ?                                                |
| 2000 | 2000                                             |                                                  | ?                                                | ?                                                |
| 2011 | 2011                                             |                                                  | 369                                              | 369                                              |
| 2020 | 2020                                             |                                                  | 440                                              | 440                                              |
| Datenquelle: Historisches Gemeindeverzeichnis für Hessen: Die Bevölkerung der Gemeinden 1834 bis 1967. Wiesbaden: Hessisches Statistisches Landesamt, 1968. Weitere Quellen: LAGIS; Stadt Naumburg; Zensus 2011 |                                                  |                                                  |                                                  |                                                  |

Historische Religionszugehörigkeit
| Quelle: Historisches Ortslexikon |                                                                     |
| • 1885:                          | 404 evangelische (= 66,75 %), ein katholischer (= 0,25 %) Einwohner |
| • 1961:                          | 353 evangelische (= 86,73 %), 54 katholische (= 13,27 %) Einwohner  |

## Politik
Der Ortsbeirat für den Ortsbezirk Heimarshausen besteht aus sieben Mitgliedern. Die Wahlbeteiligung zur Wahl des Ortsbeirats bei der Kommunalwahl 2021 betrug 65,50 %. Alle Kandidaten gehörten der „Heimarshäuser Liste“ an. Der Ortsbeirat wählte Sebastian Lesch zum Ortsvorsteher.

## Evangelische Kirche

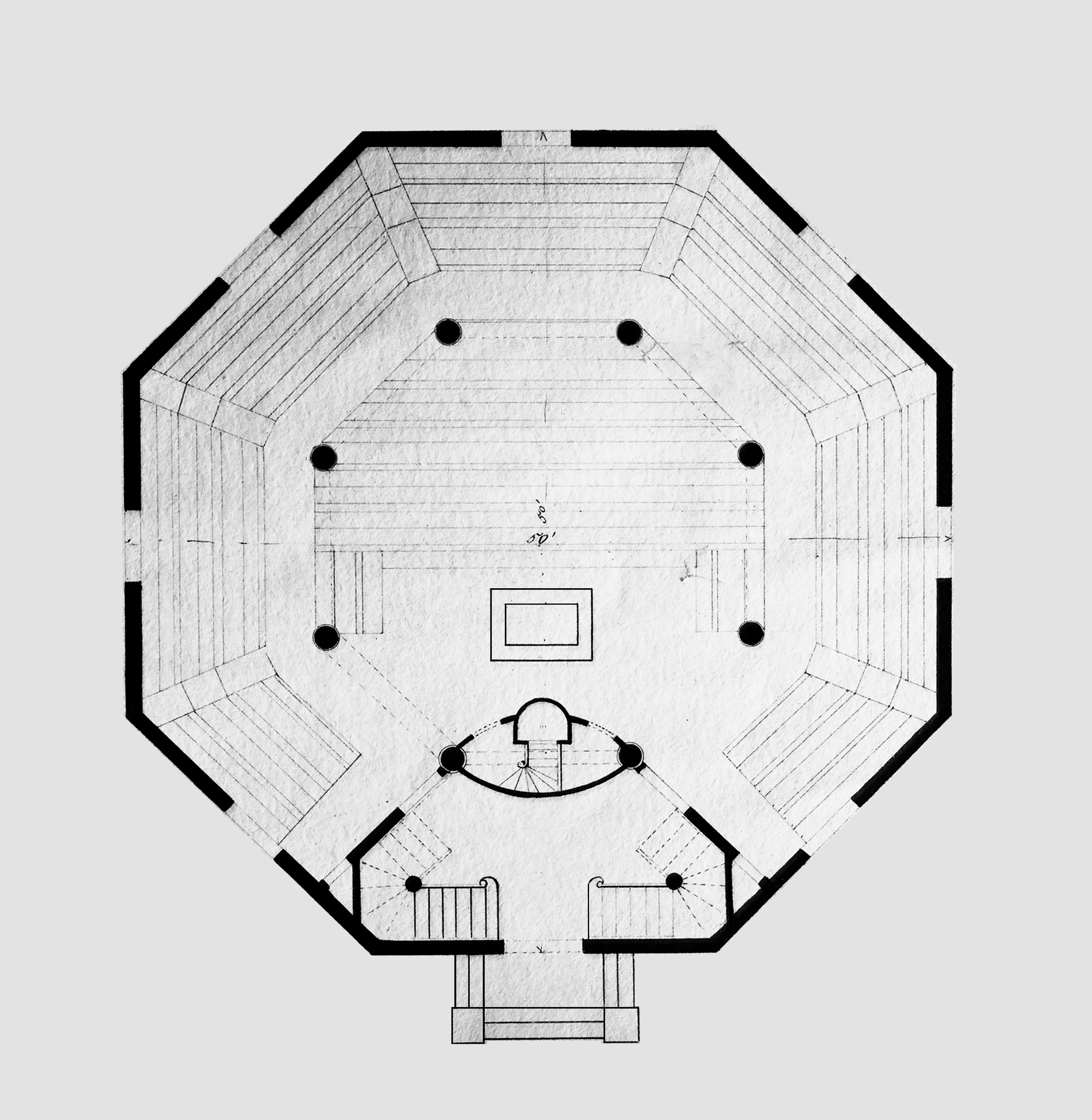
Engelhards Grundriss der Kirche

1813 wurde der Kirchturm der alten Kirche durch einen Blitzschlag schwer beschädigt,  1828 stürzte er ein und zerstörte dabei auch umliegende Gebäude. Darauf erbaute man von 1833 bis 1835 am Westrand des Dorfes die neue evangelische Kirche, die von Daniel Engelhard entworfen wurde. Sie ist ein klassizistischer Bau aus Sand-Bruchstein und ist in ihrem achteckigen Grundriss in der Region einmalig; sie ähnelt damit der Karlskirche in Kassel. Die acht toskanischen Rundsäulen tragen eine umlaufende Empore und das Dachwerk. Die älteste, aus dem Jahr 1599 stammende Bronzeglocke wiegt ca. 220 kg. Sie ist mit einem Arabeskenfries verziert; unterhalb dessen befinden sich vier Reliefs mit der Auferstehung Christi. Die Orgel wurde in den Jahren 1834/35 von Johann Wilhelm Schmerbach dem Jüngeren (1795–1872) aus der Orgelbauerfamilie Schmerbach erbaut. Zwei Gedenktafeln nennen die Namen der „Streiter fürs Vaterland aus Heimarshausen“ des Krieges 1814 und der „Vaterlands-Vertheidiger gegen Frankreich 1870 u 71, der Gemeinde Heimarshausen“.